# Lonely Orchid
La Orquídea Solitaria (chino tradicional: 空谷蘭; chino simplificado: 空谷兰; pinyin: Kōnggǔ lán), también conocida como La Orquídea en el Valle, es una película muda de drama familiar de 1926 dirigida por Zhang Shichuan para la Compañía Cinematográfica Mingxing. Adaptada de una novela británica a través de varias traducciones intermedias, sigue los avatares de una pareja casada que se separa después de que el esposo se enamora de otra mujer, pero se reencuentran cuando su primera esposa, disfrazada, regresa. La película modificó varios escenarios y elementos de la trama para adaptarse mejor al público chino y fue un éxito comercial tras su estreno. Ahora perdida, La Orquídea Solitaria fue rehecha por Mingxing en 1935.

## Trama
La feliz vida matrimonial de Lansun y Renzhu se ve destruida cuando Lansun se enamora de Rouyun. Renzhu, rechazada, se marcha y es reportada como fallecida en un accidente de tráfico. Después de que Lansun y Rouyun se casan, Renzhu se disfraza y regresa al hogar. Allí cuida a su hijo enfermo. Más tarde, su identidad es revelada. Finalmente, se reconcilia con Lansun, mientras que Rouyun muere en un accidente ecuestre.

## Producción
La Orquídea Solitaria fue dirigida por Zhang Shichuan para la Compañía Cinematográfica Mingxing. El guion fue elaborado por Bao Tianxiao, mientras que la cinematografía estuvo a cargo de Dong Keyi. Los intertítulos fueron preparados por Zheng Zhengqiu, y la publicidad estuvo a cargo de Song Chiping. La película contó con Zhang Zhiyun en dos papeles, como Renzhu y como un sirviente, y con Yang Naimei interpretando a la seductora Rouyun. También participaron Zhu Fei, Zhao Chen, Wang Xianzhai, Song Chanhong, Ma Xuweibang y Zheng Xiao.
La discusión sobre La Orquídea Solitaria comenzó ya en agosto de 1925, cuando Mingxing y Bao empezaron a debatir los derechos. La película fue adaptada de una novela británica a través de una traducción al japonés realizada por Kuroiwa Shūroku, que a su vez había sido traducida al chino por Bao. La traducción china había tenido éxito en formato impreso y también se habían realizado representaciones teatrales a lo largo de la década de 1910; en consecuencia, la película ya contaba con una audiencia establecida.
Los académicos han diferido en sus evaluaciones sobre la fuente original de la película. Orquídea Solitaria ha sido identificada como derivada de la novela East Lynne de Ellen Wood, publicada en 1861; sin embargo, en su historia de Mingxing, Huang Xuelei argumenta que la novela original fue en realidad A Woman's Error (1863) de Charlotte Mary Brame, que guarda una fuerte semejanza con la obra de Wood. Zheng Zhengqiu describió a Mingxing como interesada en adaptar la novela debido a su tratamiento crítico de temas como el amor, la familia y la educación, lo que coincidía con su deseo de promover la conciencia social.
Aunque el resumen básico de La Orquídea Solitaria se completó en una semana, tomó hasta noviembre terminar el guion. Mientras que las traducciones impresas habían mantenido el escenario de la novela en el Reino Unido, la película se ambientó completamente en China. Leicestershire, por ejemplo, se convirtió en Jiaxing, y se realizaron filmaciones en Hangzhou. Asimismo, los elementos extranjeros fueron adaptados al contexto chino, otorgando al personaje principal el apellido Tao.
Otras modificaciones en la trama incluyeron referencias a estudiantes chinos en el extranjero y al desenfrenado caudillismo, ambos temas más relevantes para el público contemporáneo que las referencias en la novela original.